# علامة برين
علامة برين (بالإنجليزية: Prehn's sign)‏ (سميت باسم الطبيب الذي اكتشفها دوغلاس برين سنة 1934) وهي علامة طبية تساعد بتفريق في سبب ألم الخصية إذا كان بسبب التهاب البربخ أو بسبب انفتال الخصية، تخطيط الصدى الدوبلري أفضل في كشف انفتال الخصية.
- تكون علامة برين موجبة في حال كان هنالك ألم في الخصية وتم رفع الخصية المتأثرة للأعلى وساعد هذا بتخفيف الألم فهذا يشير أن سبب الألم هو التهاب البربخ.[2]
- إذا كانت علامة برين سالبة (ألم الخصية مستمر حتى بعد رفعها) فهذا يشير أن سبب الألم هو انفتال في الخصية وهي حالة جراحية طارئة يجب أن تعالج خلال 6 ساعات.[3]

طريقة أخرى للتفريق بين التهاب البربخ وانفتال الخصية هي من خلال فحص رد فعل المُشَمِّرَة حيث تنعدم ردة الفعل في حال انفتال الخصية.

## التاريخ
تم اكتشافه في عام 1934 من قبل دوغلاس تي. بريهن (1 أغسطس 1901 ؛ 30 يونيو 1974)، وهو طبيب أمريكي متخصص في أمراض المسالك البولية في ولاية ويسكونسن.